# 広陵高校硬式野球部部員内暴力騒動
広陵高校硬式野球部部員内暴力騒動（こうりょうこうこうこうしきやきゅうぶぶいんないぼうりょくそうどう）とは、広島県の広陵高等学校硬式野球部の部内で2025年1月下旬に暴力行為があったとする投稿がSNS上で拡散されたことを発端として、同校やその生徒・関係者に誹謗中傷や犯罪予告が相次ぎ、同部が第107回全国高等学校野球選手権大会の出場を大会途中で辞退するに至った一連の騒動である。

## 概要
2025年1月下旬、硬式野球部1年生の男子（当時）が寮内で消灯後にカップラーメンを食べるという禁止行為を行ったことで、4人の2年生男子が当該部員に対して暴力行為を行った。学校側は関係者に聞き取りをしたうえで日本高等学校野球連盟に報告した。報告を受けた日本高等学校野球連盟は、同年3月5日に野球部へ厳重注意を行った。
同年8月の甲子園大会には出場し、8月7日の1回戦では北北海道代表の旭川志峯高校に勝利。試合後の整列の際に旭川志峯の部員3人が握手をしなかったことについて、1月の事件が影響した可能性が指摘された。同日、他の暴力行為もあった可能性も浮上。8月8日に学校は「第三者委員による調査中」と発表した。
本件がSNSで話題となり拡散されると、生徒への誹謗中傷が相次ぎ、爆破予告や部員の顔写真の拡散が行われた。8月10日、同校は「生徒、教職員、地域の方々の人命を守ることを最優先する」として出場を辞退した。

## 反応
- アナウンサーの宮根誠司は、「誹謗中傷とか爆破予告っていうのは犯罪ですよ」とSNSに警鐘を鳴らした[8]。
- 弁護士の紀藤正樹は、1月の暴行事件について「この種の事案では『加害生徒』が転校させられるのが一般的で、『被害生徒』の方が転校という結果には、なぜそうなったのかの検証が必要ではないでしょうか」と疑問を呈した[9]。
- 開星高校硬式野球部監督の野々村直通はこの騒動に関し、SNSに書き込んでいる人間に対して「陰からものを言うのは卑怯だといつも思う。うちは匿名で手紙が来たりするけど、名を名乗れと。『我こそは出雲国の野々村であるぞ、いざ尋常に』ってね。批判をするなら出てこいと、お互いに。武士道でしょう。日本人の文化なんですよ。弱い者をいじめないとか、年寄りを大事にするとか、そこの人間性が原点でしょう」と批難した[10]。
  - 青汁王子として知られる実業家の三崎優太は野々村の発言に賛同し、「広陵高校の件は社会全体の集団リンチと化してるよ。いじめは悪なのは言うまでもない、許してはいけない。でも、社会全体が同じことやってない？違うの？」と問いかけた[11]。